# Thomas Thynne (död 1682)

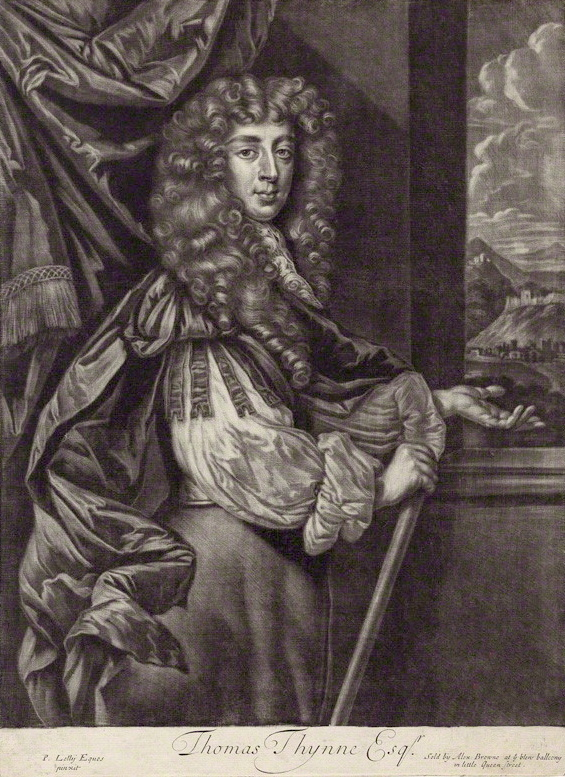
Thomas Thynne.

Thomas Thynne, född 1648, död genom lönnmord den 13 februari 1682, var en engelsk politiker, kusin till Thomas Thynne, 1:e viscount Weymouth. 
Thynne blev 1670 underhusledamot för Wiltshire och tillhörde Monmouths anhängare. För sin rikedom erhöll han öknamnet "Tom of ten thousand", och han tecknades med namnet Issachar i Drydens "Absalom and Achitophel". Hans rivalitet om arvtagerskan lady Elizabeth Percys hand med svensken Carl Johan Königsmarck vållade, att han den 12 februari 1682 överfölls av några bland dennes vänner; därvid blev han dödligt sårad och avled följande dag.